# Andreas II. Thanrädl
Andreas II. Freiherr von Thanrädl (auch Thannrädel, Thonrädl, Thonradl, Donradl) (* 1572; † vor 16. Februar 1625 in Leipzig) war evangelischer Verordneter der niederösterreichischen Stände und wurde am 2. September 1620 in die Acht erklärt.
Sein Vater war Baltasar Christoph I. Freiherr von Thanrädl (1535–1600), Herr zu Thernberg, Rechberg und Ebergassing, Ober- und Unter-Landmarschallamt, 1595 Hofkammerrat und Oberstsilberkämmerer, seine Mutter war Afra von Teufel († 1594). Andreas Freiherr von Thanrädl war der Wortführer der evangelischen Adeligen 1618 bei der Audienz bei Kaiser Matthias. Bei der „Sturmpetition“ am 5. Juni 1619 soll er den Erzherzog Ferdinand am Wams angegriffen und angeschrien haben: „Nandl, willst unterschreiben!“. Am 2. September 1620 wurde Andreas in die Acht erklärt und die Herrschaften Ebergassing und Wienerherberg und ein Haus in Wien wurden als verfallene Güter eingezogen.
Andreas heiratete 1598 Maria Magdalena (* um 1575, † 1598), Tochter des Heinrich Hermann Schutzbar genannt Milchling auf Burgmilchling, und 1599 Agnes (* um 1580, † 1643), Tochter des kaiserlichen Hofkammerrates Johann Heinrich von Könneritz.